# Завадський Володимир Георгійович
Володи́мир Гео́ргійович Зава́дський (нар. 13 січня 1919 — 20 червня 1992)  — радянський військовик, у роки Другої світової війни — заступник командира ескадрильї 511-го окремого розвідувального авіаційного Ясського орденів Богдана Хмельницького і Олександра Невського полку (5-та повітряна армія, 2-й Український фронт), Герой Радянського Союзу (1944), старший лейтенант.

## Біографія
Володимир Георгійович Завадський народився 13 січня 1919 року в селі Черкасово (тепер Оршанського району Вітебської області) в робітничій сім'ї. Білорус. Освіта середня. Працював в майстернях депо станції Орша.
У жовтні 1939 року призваний до РСЧА. У 1940 році закінчив Енгельсське військове авіаційне училище льотчиків і направлений молодшим льотчиком-спостерігачем 39-го ближньобомбардувального авіаційного полку 10-ї змішаної авіаційної дивізії ВПС Західного особливого військового округу.
Член ВКП(б) з 1940 року.
З початком німецько-радянської війни брав участь в бойових діях з 22 червня 1941 року. Першого ж дня війни аеродром базування 39-го ббап в Пінську був атакований ворожою авіацією, внаслідок чого літак Завадського, як і інші, згорів. Полк евакуйовано в місто Ногінськ Московської області, де йшло переозброєння літаками Пе-2 і Пе-3.
З листопада 1941 року лейтенант Завадський воював на Західному фронті. Брав участь в обороні Москви, головно виконуючи розвідувальні завдання в районі Істри та Звенигорода, пізніше — в районі Калуги, Тули,Рославля. Ним зафіксовано на фотоплівку найбільше фактів пересування ворожих військ Варшавським шосе. За відмінні результати в бойовій роботі, в січні 1942 року нагороджений орденом Червоного Прапора.
В січні-березні 1942 року було сформовано 511-й ббап, в складі якого лейтенант Завадський здійснював розвідувальні польоти і фотозйомку лінії ворожої оборони в районі Юхнова і Гжатська, залізничних вузлів Вязьми, Смоленська, Брянська. За відзнаку в цих бойових вильотах нагороджений медаллю «За відвагу».
Наприкінці березня 1942 року полк було виведено на переформування та перепідготовку. В червні 1943 року 511-й орап був направлений на Степовий фронт. У складі 5-ї повітряної армії В. Г. Завадський воював до самої перемоги.
Виконуючи завдання по повітряній розвідці ліній ворожих укріплень, забезпечував командування розвідувальними даними при підготовці і проведенні Бєлгородсько-Харківської наступальної операції, битви за Дніпро, Кіровоградської, Корсунь-Шевченківської, Умансько-Ботошанської, Яссько-Кишинівської стратегічних наступальних операцій.
Станом на 1 квітня 1944 року В. Г. Завадським здійснено 115 бойових вильотів на розвідку супротивника, в тому числі в його глибокий тил, сфотографовано військові об'єкти на площі в 10 738 квадратних кілометри.
Указом Президії Верховної Ради СРСР від 26 жовтня 1944 року за зразкове виконання завдань командування, мужність і героїзм, виявлені при виконанні розвідувальних польотів, Завадському Володимиру Георгійовичу присвоєно звання Героя Радянського Союзу з врученням ордена Леніна та медалі «Золота Зірка» (№ 2534).
На заключному етапі війни старший лейтенант Завадський брав участь в бойових діях на території Угорщини, Австрії, Чехословаччини: Дебреценській, Будапештській, Віденській і Празькій наступальних операціях.
Після війни продовжував службу в рідному полку, перебазованому до Одеського військового округу. У 1954 році брав участь в широкомасштабних навчаннях із застосуванням ядерної зброї на Тоцькому полігоні, отримав певну дозу опромінення.
У 1955 році майор Завадський В. Г. вийшов у запас. Оселився у місті Первомайську Миколаївської області. У 1956 році закінчив Харківський інженерно-економічний інститут. Працював інженером на Первомайському машинобудівному заводі «Фрегат».
Помер 20 червня 1992 року. Похований в Первомайську на кладовищі по вулиці Кам'яномостівській.

## Нагороди
- медаль «Золота Зірка» Героя Радянського Союзу (26.10.1944);
- орден Леніна (26.10.1944);
- два ордена Червоного Прапора (20.01.1942, 01.04.1944);
- орден Олександра Невського (16.06.1945);
- два ордена Вітчизняної війни 1-го ступеня (18.11.1943, 11.03.1985);
- орден Червоної Зірки (05.11.1954);
- медаль «За відвагу» (22.03.1942);
- медаль «За бойові заслуги» (19.11.1951);
- інші медалі;
- Хрест льотних заслуг (США) (1944).